# Акросомная реакция
Акросомная реакция — экзоцитоз (способ доставки) содержимого акросомы для локального разрушения желточной оболочки яйцеклетки (например, блестящей оболочки у млекопитающих и человека) и преодоления сперматозоидом этого барьера.
Акросома образуется в ходе сперматогенеза и может рассматриваться как видоизмененная лизосома. Акросома расположена в головке сперматозоида, спереди от ядра и тотчас под плазматической мембраной. Спереди мембрана акросомы (наружная) соприкасается с клеточной мембраной сперматозоида, а сзади (внутренняя мембрана) — с ядерной мембраной.
Акросомная реакция — разновидность экзоцитоза. При акросомной реакции наружная мембрана акросомы и клеточная мембрана сливаются и формируют мелкие пузырьки, отделяющиеся от головки сперматозоида. При этом из акросомы освобождаются гиалуронидазы, протеазы (в том числе акрозин), гликозидазы, липазы, нейраминидаза и фосфатазы. Ферменты расщепляют молекулы блестящей оболочки, что позволяет сперматозоиду преодолеть этот барьер.

## Механизм акросомной реакции у человека
Взаимодействие белка блестящей оболочки ZP3 с рецептором галактозилтрансфераза на головке сперматозоида приводит к массированному транспорту внутрь головки сперматозоида Са2+ и Na+ в обмен на Н+. Увеличение внутриклеточной концентрации Са2+ активирует Са2+-зависимую фосфолипазу, в результате изменяется уровень вторичных посредников — циклических нуклеотидов. Вслед за этим активируется протонная АТФаза, что приводит к увеличению внутриклеточного рН. Увеличение концентрации Са2+ в цитозоле и повышение рН в головке сперматозоида запускают акросомную реакцию.